# Sternenpark Schwäbische Alb

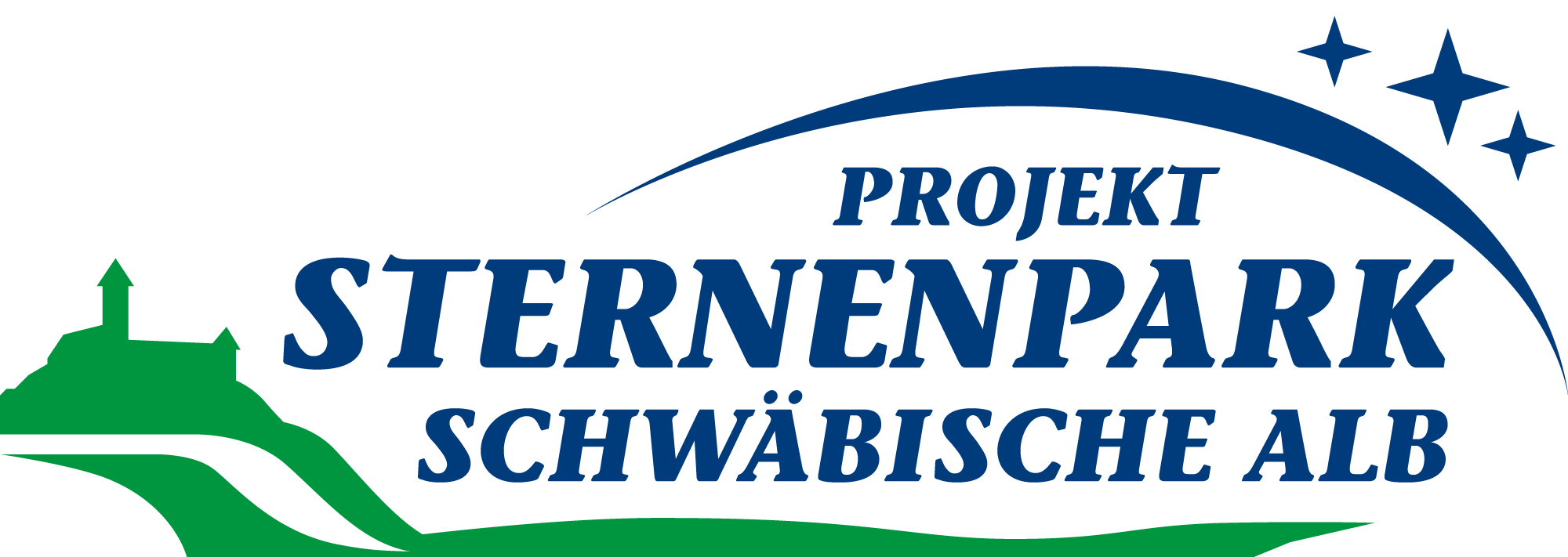
Logo Sternenpark Schwäbische Alb

Das Projekt Sternenpark Schwäbische Alb ist eine ehrenamtliche und unabhängige Initiative, die sich für den Erhalt des natürlichen Nachthimmels und der natürlichen Nachtlandschaft durch Vermeidung von Lichtverschmutzung und damit für umweltgerechte Außenbeleuchtung einsetzt. Das Ziel ist die Einrichtung eines Sternenparks und die Anerkennung als Dark-Sky-Park.

## Projekt Sternenpark Schwäbische Alb

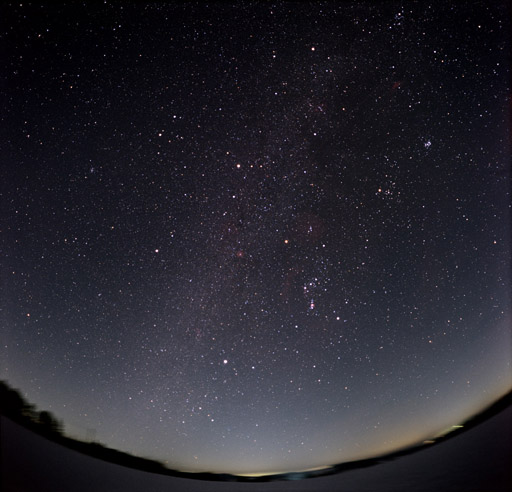
Sternenhimmel über Römerstein-Aglishardt auf der Schwäbischen Alb

Gründer und Aktive der ehrenamtlichen und unabhängigen Initiative sind Hobbyastronomen aus Baden-Württemberg, darunter auch Astrophysiker und Ingenieure. Die Initiative hat das Projekt am 21. November 2011 in Römerstein-Zainingen erstmals öffentlich vorgestellt.
Das Tätigkeitsgebiet der Initiative ist die Region Schwäbische Alb, ein Mittelgebirge im Südwesten Deutschlands. Ausgangspunkt ist das Biosphärengebiet Schwäbische Alb (UNESCO-Biosphärenreservat) mit dem gemeinde- und straßenfreien Gelände des ehemaligen Truppenübungsplatzes Münsingen, das durch seine geringe Beleuchtung eine annähernd natürliche Nachtlandschaft und einen annähernd natürlichen Nachthimmel bietet. Inzwischen wurden einige weitere dunkle Gebiete auf der Schwäbischen Alb ausfindig gemacht (u. a. Ittenhausen, Wolfswiesen, Kochstetten, Schachen). Ziel ist es, diese dunklen Gebiete zu erhalten, zu verbessern und als ein Entwicklungsgebiet der Nacht zu etablieren. Langfristig ist eine Anerkennung als internationaler Dark-Sky-Park angestrebt.
Da die letzten Dunkelgebiete der Schwäbischen Alb durch die Fernwirkung der Beleuchtung kleinerer und größerer Ortschaften gefährdet sind, ist auch die Vermeidung von Lichtverschmutzung über die Schwäbische Alb hinaus ein Ziel der Initiative.
Das Projekt Sternenpark Schwäbische Alb sensibilisiert mit einer breiten Informationskampagne die Bevölkerung und die Entscheidungsträger für die Vermeidung von Lichtverschmutzung, vermittelt die Faszination Astronomie und engagiert sich vor Ort für umweltgerechte Beleuchtung. 
In ihrer Wanderausstellung „Faszination Astronomie“ bzw. „Der Sternenhimmel über der Schwäbischen Alb“ zeigt die Initiative Fotografien der natürlichen Nachtlandschaft auf der Schwäbischen Alb, informiert über Lichtverschmutzung und erklärt deren Vermeidung durch umweltgerechte Beleuchtung. Im Rahmen der Ausstellung finden Vorträge zur Astronomie, zum Sternenpark-Projekt und zu Lichttechnik statt. Sternführungen vor Ort bringen der Bevölkerung die Astronomie näher. Die Ausstellung war bereits im Biosphärenzentrum Schwäbische Alb, in Münsingen, Bad Urach, Reutlingen, Hayingen, Metzingen und Laichingen zu Gast sowie auf Tagesveranstaltungen wie dem Biosphärenmarkt in Münsingen, der Astronomie-Messe AME in Schwenningen, der Nacht der Nachhaltigkeit in Tübingen und bei den Naturschutztagen in Radolfzell. Auch bei der Langen Nacht der StadtNatur in Berlin war ein Teil der Ausstellung zu sehen. Das Projekt Sternenpark Schwäbische Alb hat zudem am „alb-talk“, einer Veranstaltungsreihe der Akademie für Natur- und Umweltschutz Baden-Württemberg und am Energietag Baden-Württemberg teilgenommen.
Die Internetseite der Initiative ist zu einer umfangreichen und beliebten Informationsseite zu den Themen Lichtverschmutzung und umweltgerechte Beleuchtung geworden. Die Initiative hat zahlreiche Publikationen herausgegeben, besonders auch für Gemeinden, darunter die Informationsbroschüre „Rettet die Nacht“, die über umweltgerechte Beleuchtung informiert. Die Grundsätze umweltgerechter Beleuchtung werden darin unter den Stichworten „abgeschirmt, warmweiß, maßvoll, energieeffizient“ zusammengefasst.

## Grafik des Sternenpark-Projekts zum Thema

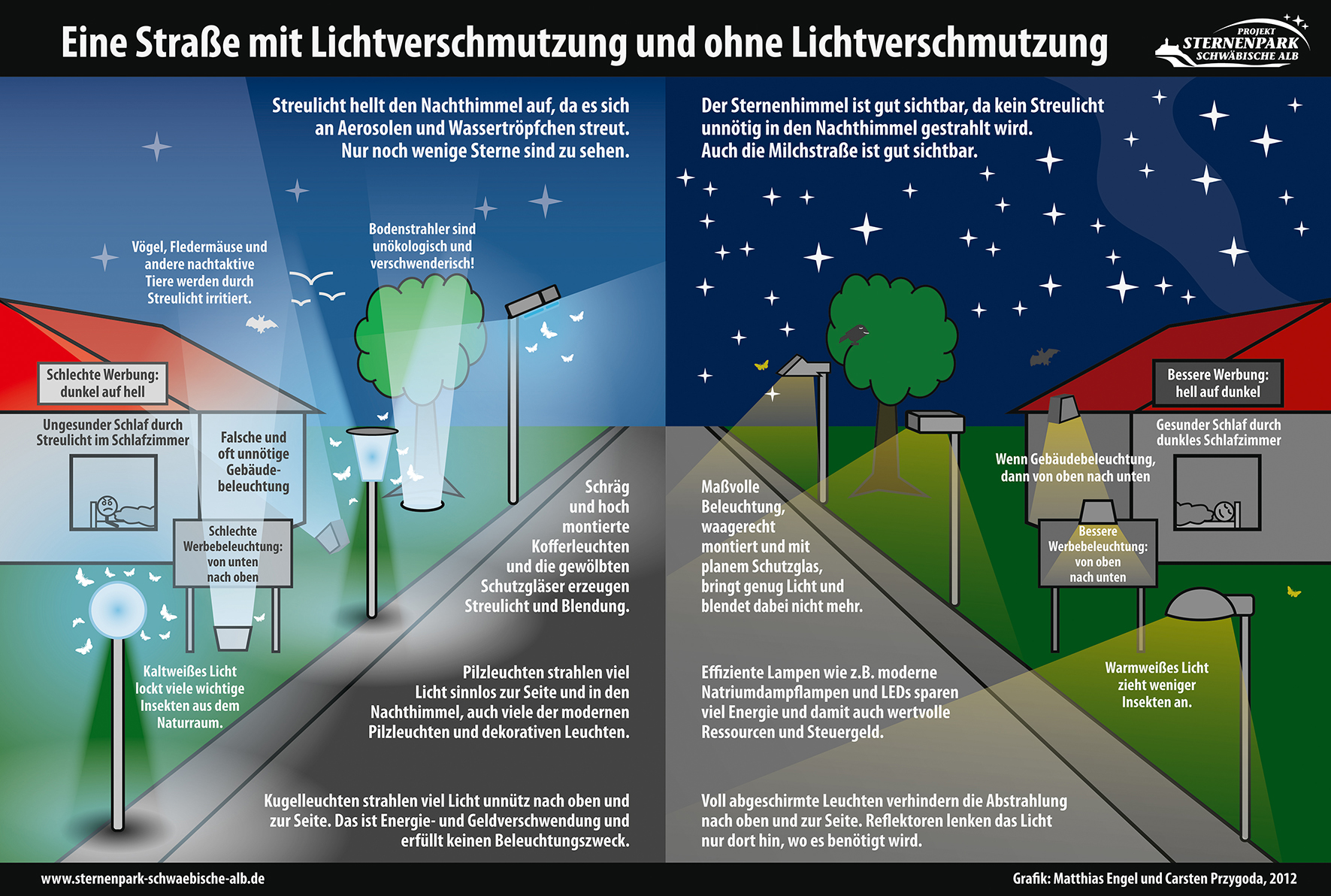
Vergleich einer Straße mit und ohne Lichtverschmutzung
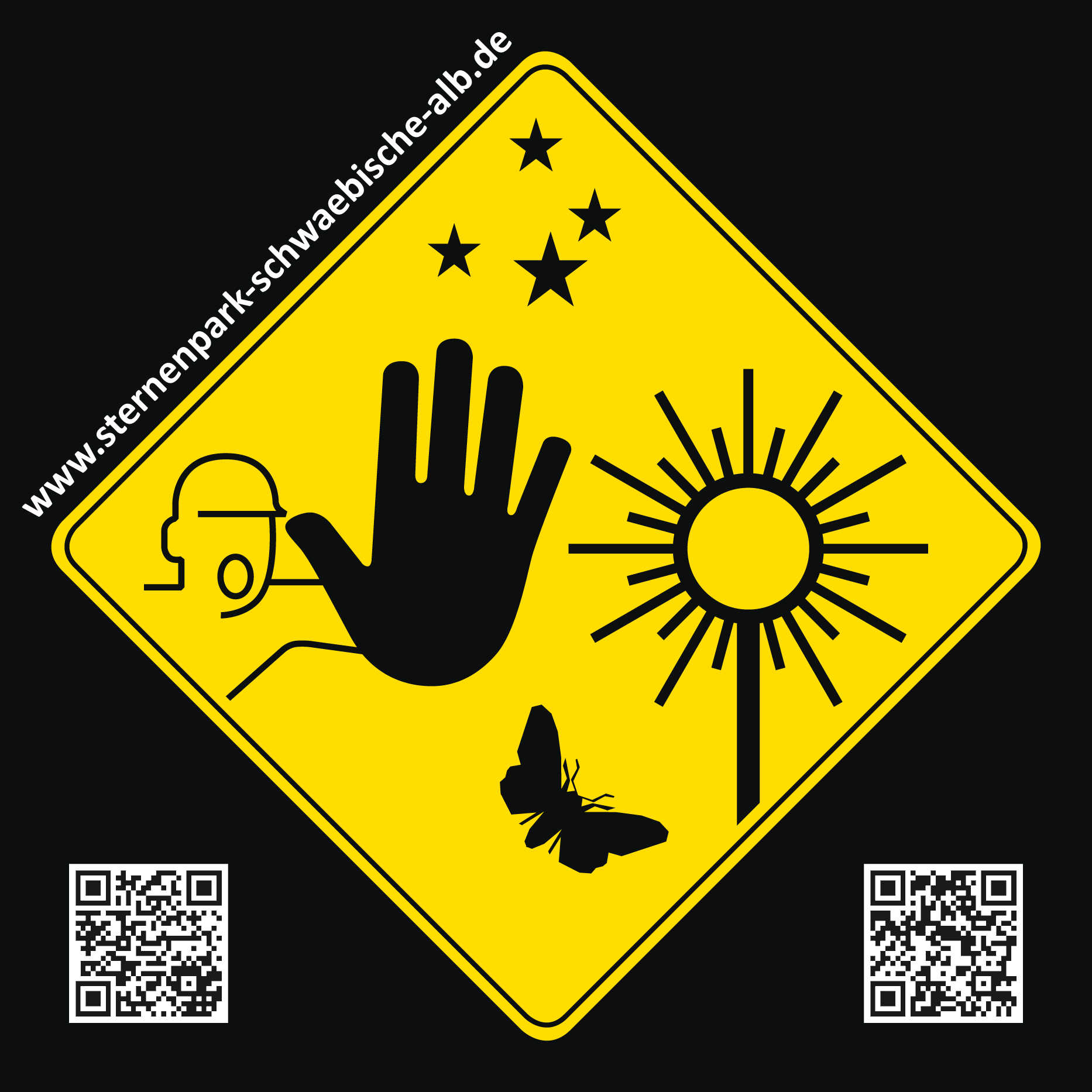
Warnschild-Logo Sternenpark Schwäbische Alb
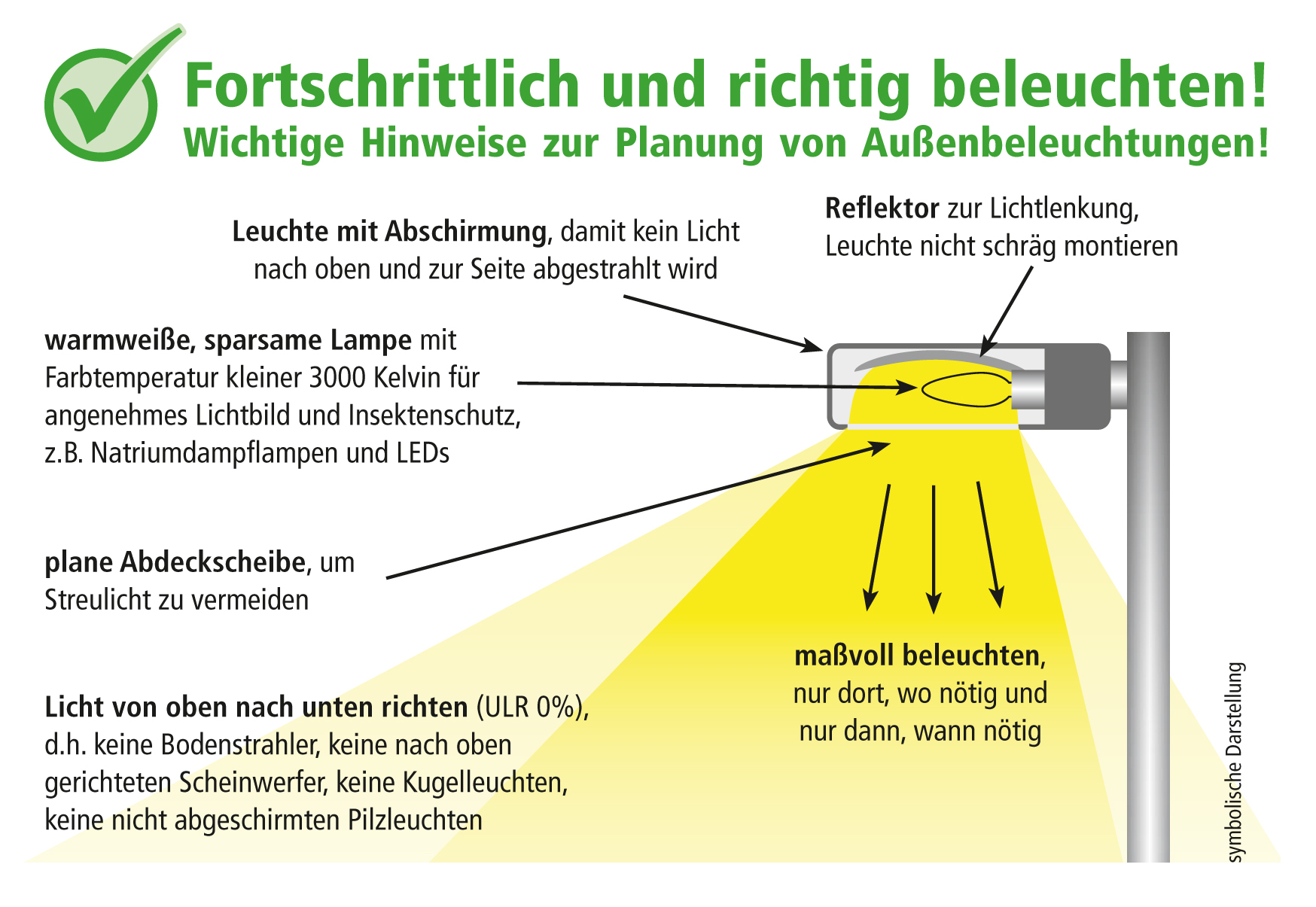
Grundsätze umweltgerechter Beleuchtung

## Erfolge und Auszeichnungen
Die Themen „Vermeidung von Lichtverschmutzung“ und „Sternenpark“ wurden in das Rahmenkonzept Biosphärengebiet Schwäbische Alb (UNESCO-Biosphärenreservat) aufgenommen.
Die Biosphärengemeinde Römerstein hat mit beratender Unterstützung des Projekts Sternenpark Schwäbische Alb auf lichtverschmutzungsarme warmweiße Straßenbeleuchtung umgerüstet.
Das Projekt Sternenpark Schwäbische Alb wurde am 16. Oktober 2012 mit einem 1. Preis beim Umweltwettbewerb 2012 des Landkreises und der Kreissparkasse Reutlingen ausgezeichnet.
Die Vermeidung von Lichtverschmutzung wurde in die Förderbedingungen des Klimaschutz-Plus-Programms des Landes Baden-Württemberg aufgenommen.

## Zusammenarbeit
Das Projekt Sternenpark Schwäbische Alb arbeitet mit der Fachgruppe Dark Sky der Vereinigung der Sternfreunde e. V. zusammen, Partnerorganisation der International Dark Sky Association. Außerdem besteht u. a. Kontakt zum Forschungsverbund Verlust der Nacht, dem Sternenpark-Projekt im Biosphärenreservat Rhön und in die Eifel. Vor Ort arbeitet die Initiative eng mit dem Biosphärengebiet Schwäbische Alb zusammen.
Ein ähnliches, noch in Entwicklung befindliches Projekt für die Sternfreunde in der Umgebung Wiens betreibt die Gemeinde Großmugl im östlichen Niederösterreich.